# Апруаг
Апруа́г (фр. Approuague) — река на востоке Французской Гвианы, впадает в Атлантический океан, протекает по территории коммуны Режина. Одна из крупнейших рек департамента.
Длина реки составляет 335 км. Среднемноголетний расход воды в среднем течении на станции Пьеррет — 231 м³/с.
Апруаг начинается в горах Гро-Монталь. Генеральным направлением течения реки является северо-восток, около устья поворачивает на север, образуя эстуарий. Многоводна, но порожиста. Половодье с января по июль. В низовье судоходна.